# Јасмина Селимовић
Јасмина Селимовић (Сарајево, 1979.) је прва актуелна гувернерка Централне банке Босне и Херцеговине и прва жена на тој функцији .

## Биографија
Економски факултет у Сарајеву завршила је 2003. године. Од 2004. године ангажована је на Економском факултету у Сарајеву, на Kатедри за финансије и Kатедри за квантитативну економију. Завршила је постдипломске студије на Економском факултету у Сарајеву. Докторирала је из области актуарства. 
Од 2011. до 2015. године била је чланица Савјетодавне групе Фискалног вијећа Босне и Херцеговине. Од 2018. године је независна чланица Надзорног одбора „Рајфајзен банк БиХ“. Од 2021. године је предсједница Управног одбора Завода здравственога осигурања Kантона Сарајево.  
Одлуком Предсједништва именована је за чланицу Управног вијећа Централне банке Босне и Херцеговине, на мандатно раздобље од шест година, почев од 3. јануара 2024. године. На том мјесту наслиједила је Сенада Софтића.